# Acido teflico
L'acido teflico (nome sistematico acido pentafluoroortotellurico) è un acido forte del tellurio esavalente (TeVI), di formula HTeOF5 e formula semistrutturale F5Te-OH. La sua base coniugata, lo ione teflato F5TeO–, è un anione molto debolmente coordinante e i suoi addotti con forti acidi diLewis, come B(OTeF5)3, Al(OTeF5)3, As(OTeF5)5 o Sb(OTeF5)5 , sono anioni ancora meno coordinanti. In quanto tale, lo ione teflato riveste particolare interesse in questo ambito di ricerca chimica.
A temperatura ambiente l'acido teflico si presenta come un solido cristallino incolore bassofondente (39,1 °C), che bolle a 59,7 °C. La struttura molecolare è ottaedrica distorta, può pensarsi derivata da quella dell'esafluoruro tellurico TeF6 (simmetria Oh) per sostituzione di un atomo di fluoro con un gruppo ossidrilico OH. In tal modo la simmetria, ignorando l'atomo di idrogeno, si riduce approssimativamente a C4v. Il legame Te–O, che misura 187 pm, è leggermente più corto di quello presente nell'acido ortotellurico Te(OH)6 (191 pm).

## Sintesi e reazioni
L'acido teflico può essere preparato facendo reagire tellurato acido di bario con acido fluorosolforico:
{\displaystyle {\ce {5 HOSO2F + BaO2Te(OH)4 -> HTeOF5 + 4 H2SO4 + BaSO4}}}
È anche il primo dei prodotti che si formano nell'idrolisi dell'esafluoruro di tellurio:
{\displaystyle {\ce {TeF6 + H2O -> HTeOF5 + HF}}}
L'acido teflico reagisce a bassa temperatura con l'idrogenodifluoruro di tetrafluoroammonio in HF liquido per dare un "ipofluorito",  F–O–TeF5:
HOTeF5  +  [NF4]+[HF2]–·nHF   → NF3  +  (2+n) HF  +  FOTeF5
Similmente, si può ottenere Cl–O–TeF5 facendo reagire l'acido teflico con ClF:
HOTeF5  +  ClF   →  HF  +  ClOTeF5
Questo è ottenibile anche usando ClOSO2F al posto di ClF:
HOTeF5  +  ClOSO2F   →  HF  +  ClOTeF5

## Composti

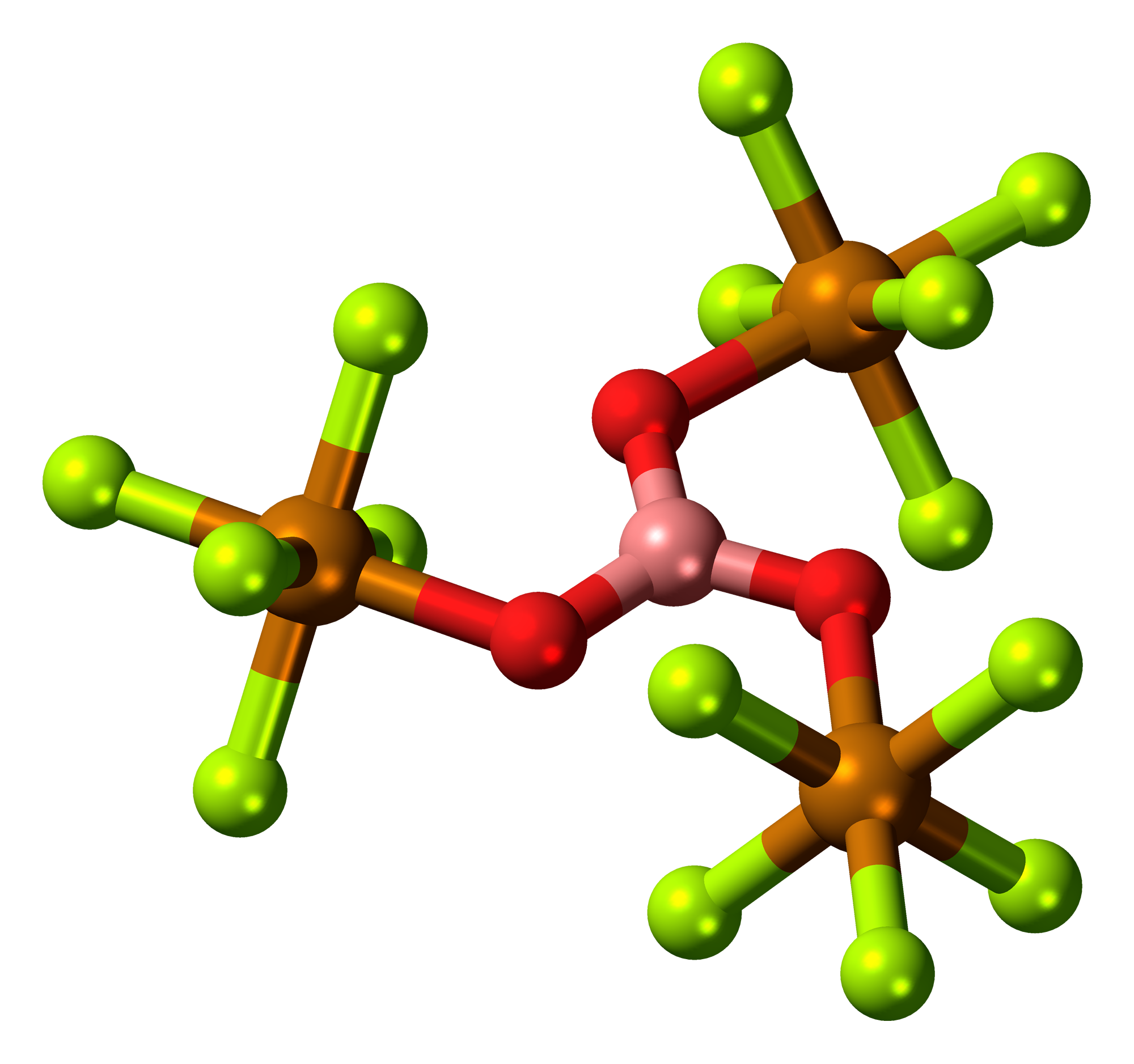
Struttura di B(TeOF_{5})_{3}.

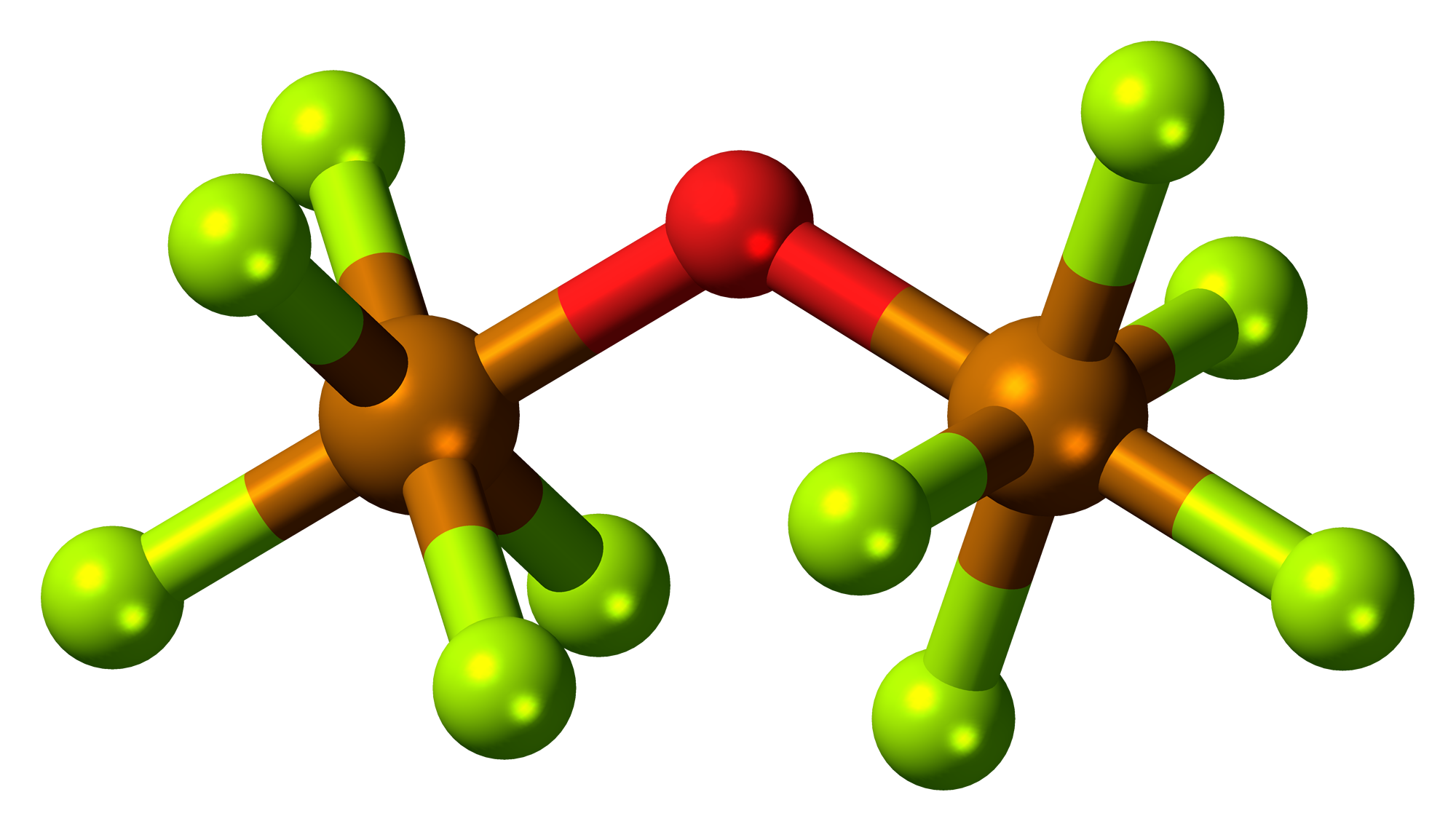
Struttura di O(TeF_{5})_{2}.

Dell'acido teflico esistono svariati sali Mn+(–OTeF5)n e molti esteri del tipo RFTeOF5, detti teflati; altri composti hanno la struttura di anidride, come O(TeF5)2, o di anidride mista, come B(OTeF5)3. Quest'ultima, che è un acido di Lewis molto più forte del trifluoruro di boro, sottoposta a pirolisi, fornisce il composto dimerico (TeF4O)2:
{\displaystyle {\ce {2 B(OTeF5)3 -> 2 B(OTeF5)2F + (TeOF4)2}}}
La resistenza di questo anione all'ossidazione ha permesso di sintetizzare specie chimiche improbabili come gli anioni esakisteflato di As, Sb e Bi di formula generale [MV(OTeF5)6]– e anche, attraverso di essi, di ottenere il catione di gas nobile presente nel "sale" [Xe(OTeF5)]+[Sb(OTeF5)6]–.